# Belzele
Belzele is een dorp bij Evergem in de Belgische provincie Oost-Vlaanderen. Een inwoner van Belzele wordt een Belzelenaar genoemd. Belzele ligt langs het kanaal De Lieve.

## Geschiedenis
Belzele heeft steeds deel uitgemaakt van Evergem. In 1977 werd Belzele een administratief deel van de fusiegemeente Evergem, samen met Rieme, Doornzele, Ertvelde, Kerkbrugge-Langerbrugge, Evergem zelf, Kluizen, Sleidinge en Wippelgem.
De neogotische parochiekerk van Belzele staat in het centrum van het dorpje. Deze Heilig Hartkerk werd gebouwd tussen 1902 en 1903. Tien jaar later, in 1913 werd de kerktoren gebouwd. Ook het interieur van de kerk is neogotisch. De kerk had tijdens de Tweede Wereldoorlog nogal wat oorlogsschade opgelopen. In 1951 werd ze volledig hersteld.

## Bezienswaardigheden
- De Heilig Hartkerk

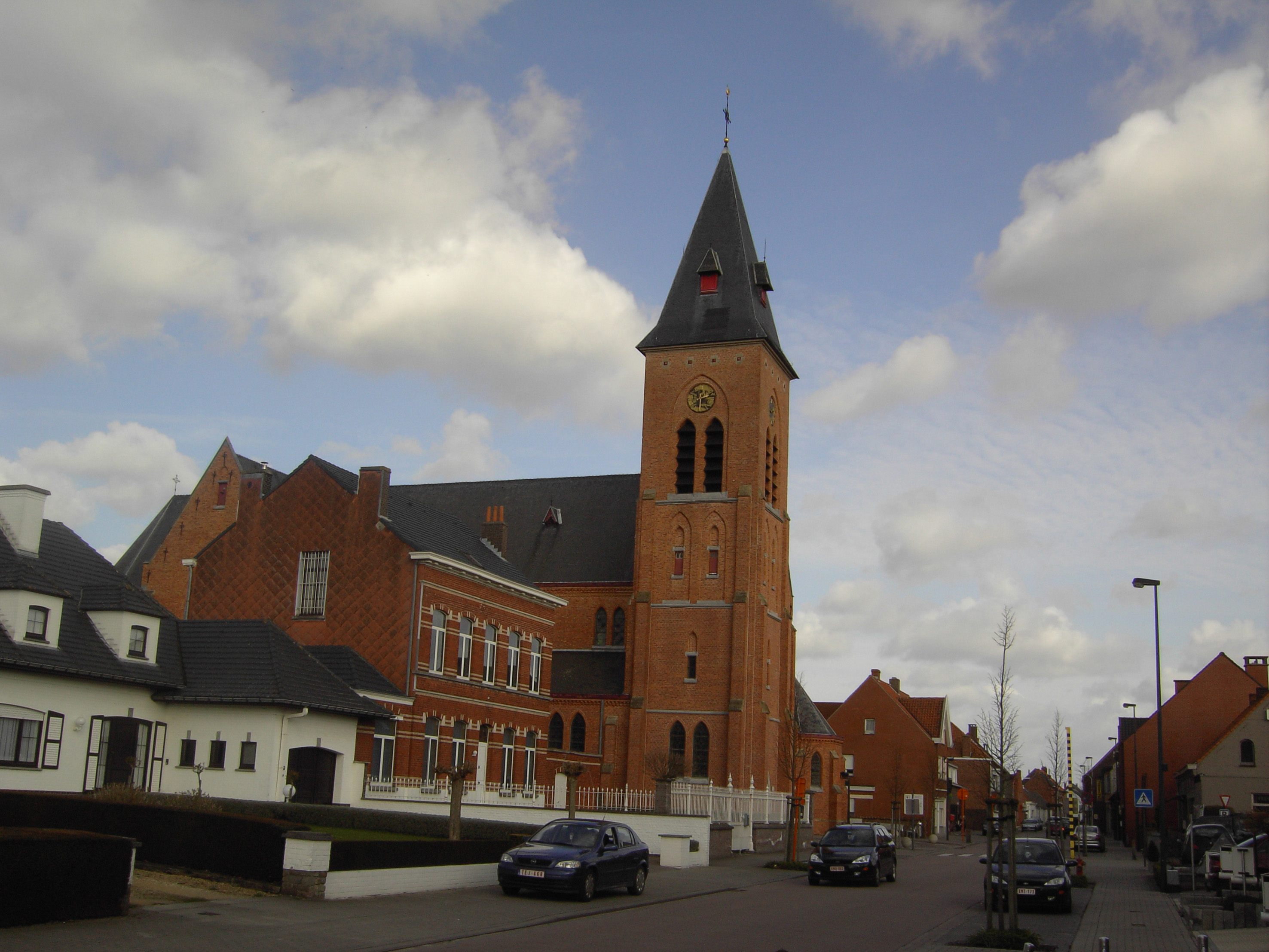
De pastorie en kerk van Evergem Belzele.
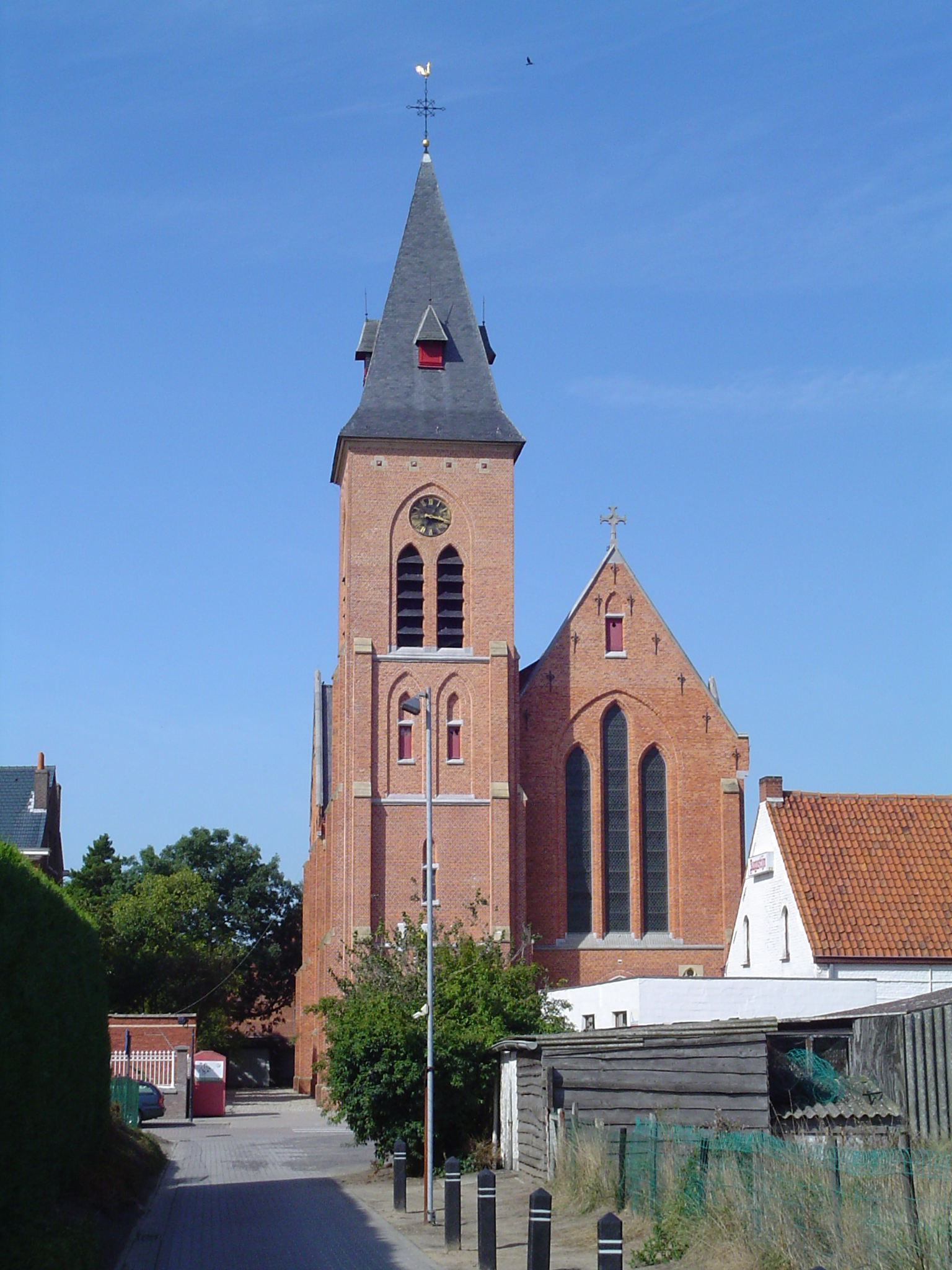
De kerk van Belzele, gezien vanop de begraafplaats.

## Nabijgelegen kernen
Evergem, Sleidinge, Wondelgem, Lovendegem
Deelgemeenten: Ertvelde · Evergem · Kluizen · Sleidinge

Overige dorpen: Belzele · Doornzele · Kerkbrugge-Langerbrugge · Rieme · Wippelgem

Wijken en gehuchten: Daasdonk · Hoeksken · Hulleken · Kerkbrugge · Langerbrugge · Meerbeke · Molenhoek · Oostmoer · Singel · Tervenen · Weegse · Zandeken

Belgische gemeenten · Arrondissement Gent · Oost-Vlaanderen · Vlaanderen